# Kolumbijskie Siły Powietrzne
Kolumbijskie Siły Powietrzne lub FAC (hisz.Fuerza Aérea Colombiana). Powstały w 31 grudnia 1919 roku jako część kolumbijskich sił zbrojnych. Obecnie na ich wyposażeniu znajdują się izraelskie myśliwce IAI Kfir C7 służące w lotnictwie bojowym oraz 1 samolot transportowy IAI Arava. Zadania transportowe pełnią samoloty Boeing 707 i Boeing 767 oraz Boeing 737 do transportu VIP. Zadania transportowe wykonują także samoloty Aero Commander, Beechcraft Baron, Beechcraft King Air, Beechcraft Queen Air, Beechcraft Twin Bonanza, CASA C-212 Aviocar, CASA CN-235, CASA C-295, Lockheed C-130 Hercules oraz kilka innych mniejszych maszyn. Szkolenie pilotów odbywa się na samolotach  CIAC T-90 Calima. Cessna T-41 Mescalero, Cessna T-37 Tweet, Embraer Tucano. Do sił powietrznych należą krajowe linie lotnicze SATENA.

Flaga Kolumbijskich Sił Powietrznych

## Organizacja
- Comando Aéreo de Combate No. 1 (CACOM 1) (Dowództwo) w Puerto Salgar, Cundinamarca
  - Grupo de combate Nº 11 (Skrzydło)
    - Escuadrón de Combate 111 Dardos (Eskadra) (Kfir C7, Kfir TC7)
    - Escuadrón de Combate 112 Mirage (Mirage 5COAM, Mirage 5CODM)
    - Escuadrón de Combate Táctico 113 Fantasma (AB212 Rapáz, AC-47T Fantasma, AH-60L Arpía III)
    - Escuadrón de Combate 116 Tango (T-37B, T-37C)

- Comando Aéreo de Combate No. 2 (CACOM 2) w Villavicencio, Meta
  - Grupo de Combate Nº 21
    - Escuadrón de Combate 211 Grifos (A-29B Supertucano)
    - Escuadrón de Combate 212 Tucanos (AT-27 Tucano)
    - Escuadrón de Combate Táctico 213 (AH-60L Arpía III, C212-300, C208-675, SA2-37B Vampiro, Cessna SR-560)

  - Grupo de Combate Nº 22 located w Yopal, Casanare
    - Escuadrón de Combate 221 Bronco (OV-10 Bronco)

- Comando Aéreo de Combate No. 3 (CACOM 3) w Malambo/Barranquilla, Atlántico
  - Grupo de Combate 31
    - Escuadrón de Combate 311 Dragones (A-37 Dragonfly).
    - Escuadrón de Combate 312 Drakos (A-29B Supertucano).
    - Escuadrón de Combate Táctico 313 (AC-47T Fantasma, Bell 212 Rapáz, Embraer C-95A, Schweizer SA2-37B Vampiro, SR-26B Tracker, UH-1 Huey II).

- Comando Aéreo de Combate No. 4 (CACOM 4) w Melgar, Tolima
  - Grupo de Combate 41
    - Escuadrón de Combate 411 Rapaz (Bell 212).
    - Escuadrón de Asalto Aéreo 412 (Bell UH-1H/P).
    - Eccuadron de Ataque 413 Escorpion (MD 500/530).

  - Grupo CSAR.
  - Escuela de Helicópteros de las Fuerzas Armadas.
    - Escuadrón de Vuelo (Bell UH-1H, Bell 206, OH-58 Kiowa).

- Comando Aéreo de Combate No. 5 (CACOM 5) w Rionegro, Antioquia
  - Grupo de Combate 51
    - Escuadrón de Combate 511 (AH-60L Arpía III)
    - Escuadrón de Operaciones Especiales 512 (Ce208-675, UH-60A Halcon, UH-60L Halcon)

- Comando Aéreo de Combate No. 6 (CACOM 6) w Tres Esquinas, Caquetá
  - Grupo de Combate 61
    - Escuadrón de Combate 611 (AT-27 Tucano, A-29B Supertucano)
    - Escuadrón de Combate Táctico 613 (AC-47T Fantasma, Bell 212 Rapaz, C212-300, SA2-37B Vampiro, UH-1H-II, ScanEagle UAV)

- Comando Aéreo de Transporte Militar (CATAM) w Bogota
  - Grupo de Transporte Aéreo 81
    - Escuadrón de Transporte 811 (C-130B, C-130H, C-130H-1, C295M, CN235M-100)
    - Escuadron de Evacuación Medica.

  - Grupo de Vuelos Especiales 82
    - Escuadrón de Transporte Especial 821 (B707-323C, B737-74V, Beech 300 ELINT, Beech 350, Bell 412HP, C-95A, Cessna 208B, Ce550, F28-3000C, PA-42-720, [A-42T, RC690D, RC695)

- Comando Aéreo de Mantenimiento (CAMAN) w Madrid, Cundinamarca
  - Grupo de Transporte Aéreo 91
    - Escuadrón de Transporte 911 (Beech C90, C212-300)

## Wyposażenie

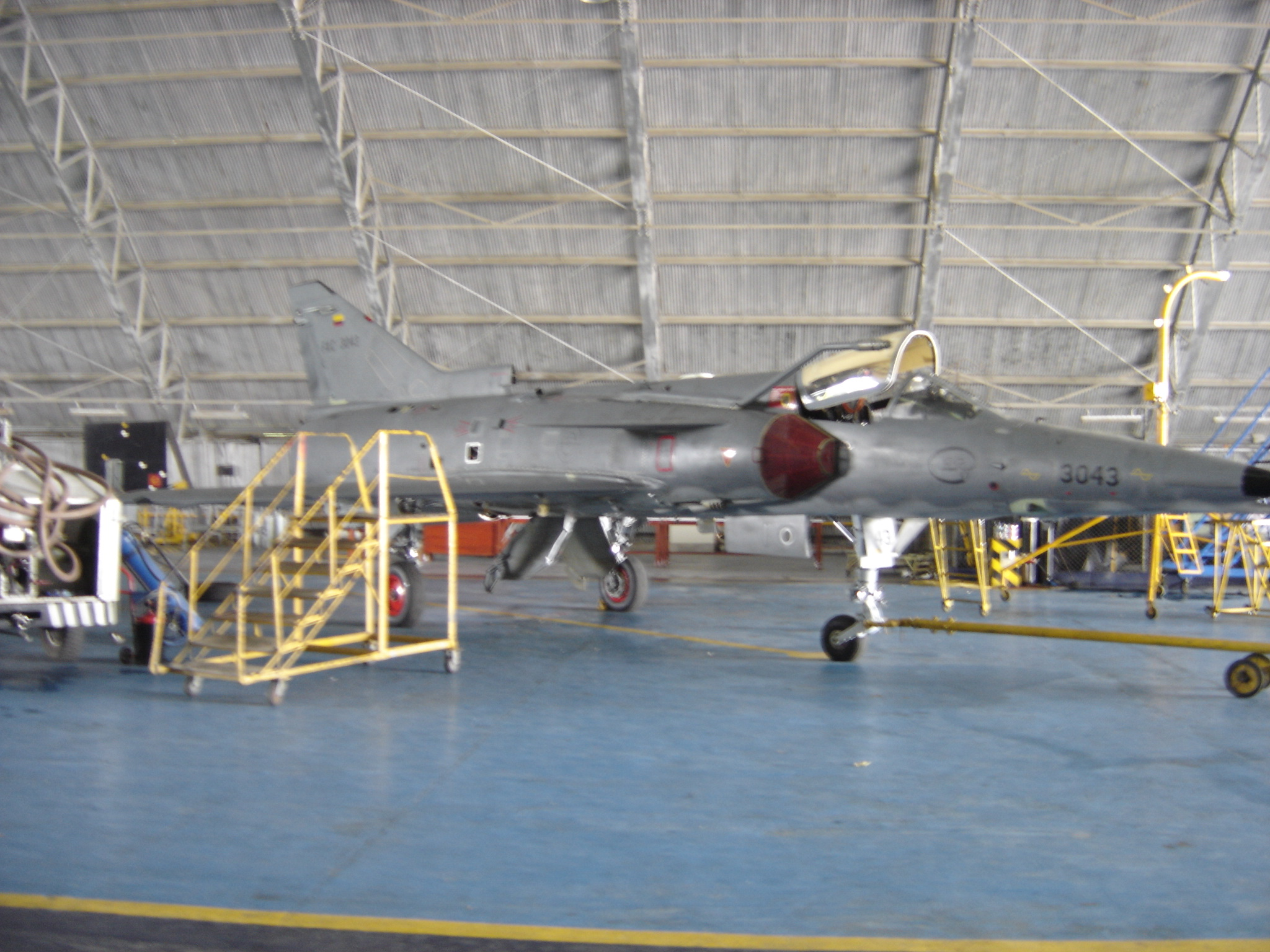
IAI Kfir

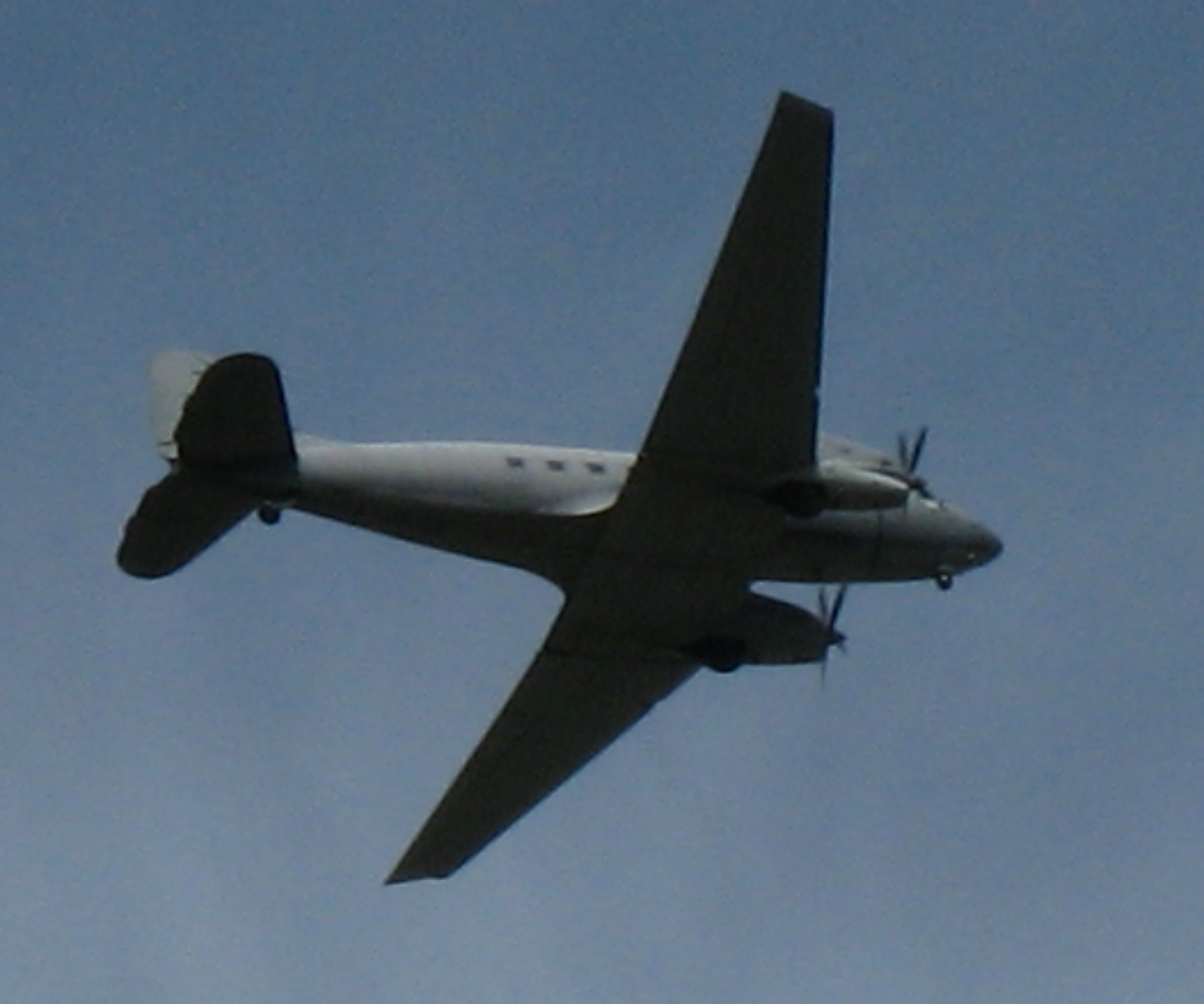
AC-47 Fantasma

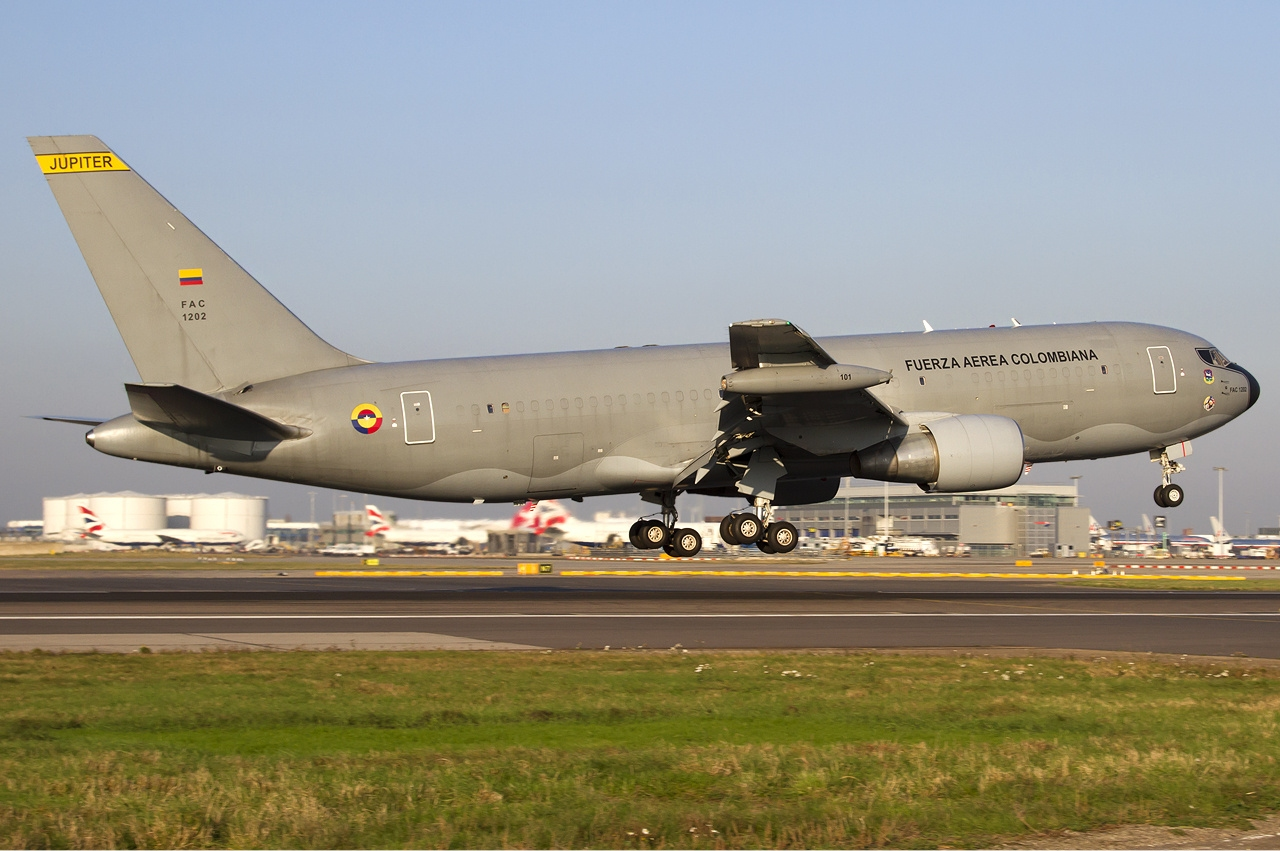
Boeing 767-2J6ER MMTT

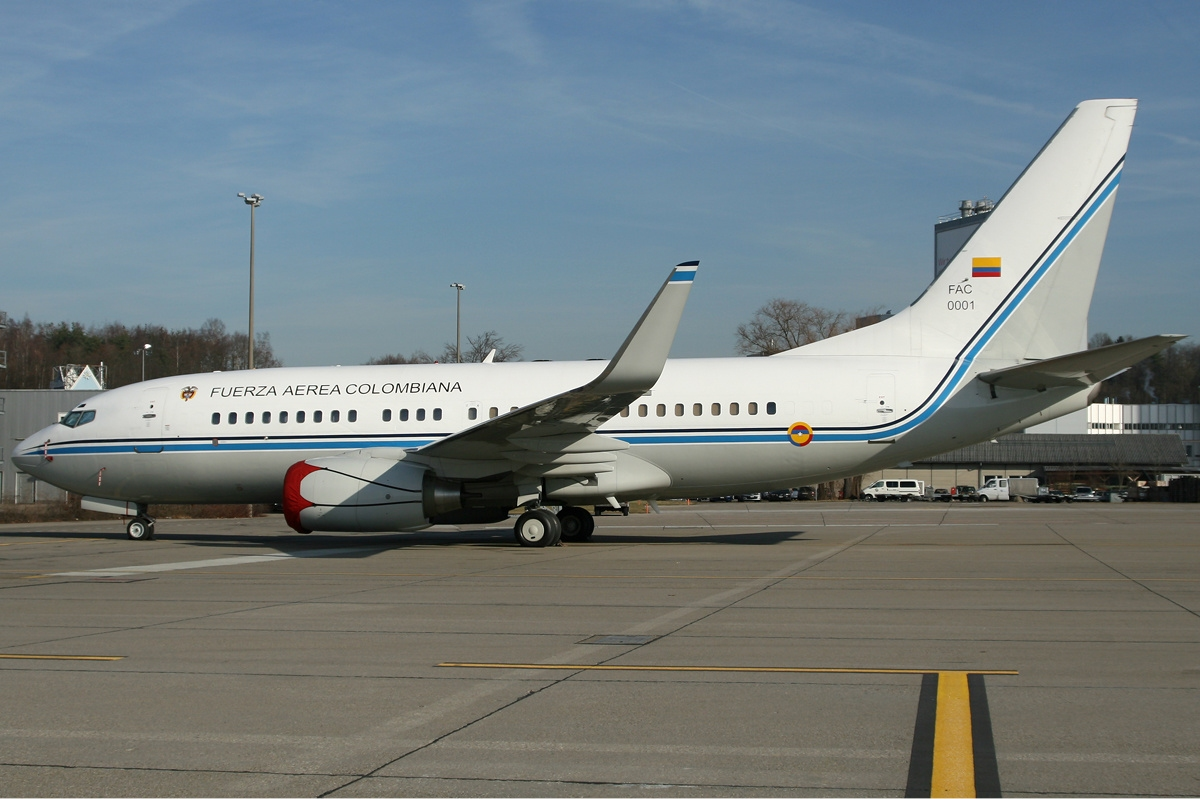
Boeing 737-700 BBJ

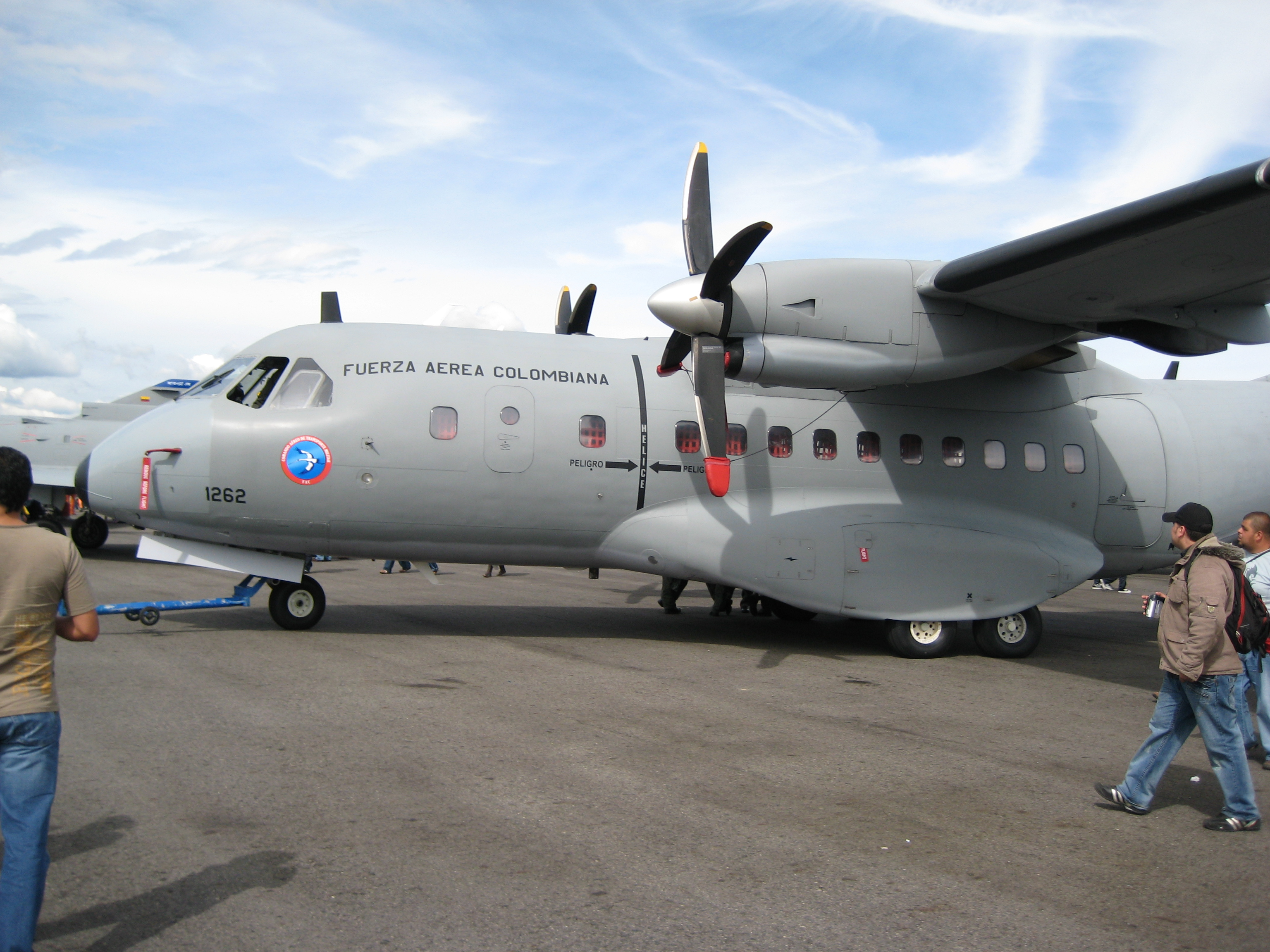
CASA CN-235

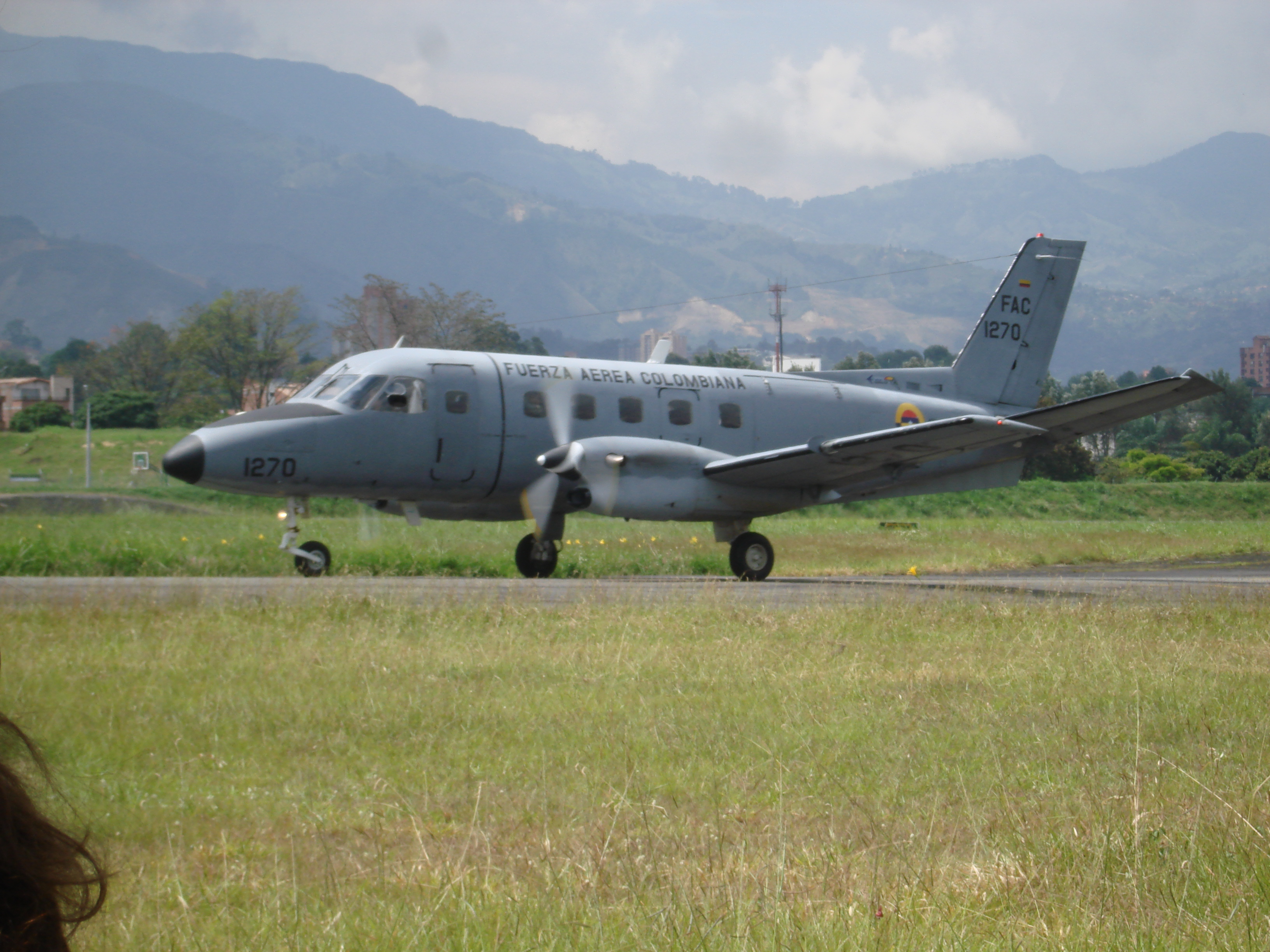
Embraer EMB-110 Bandeirante

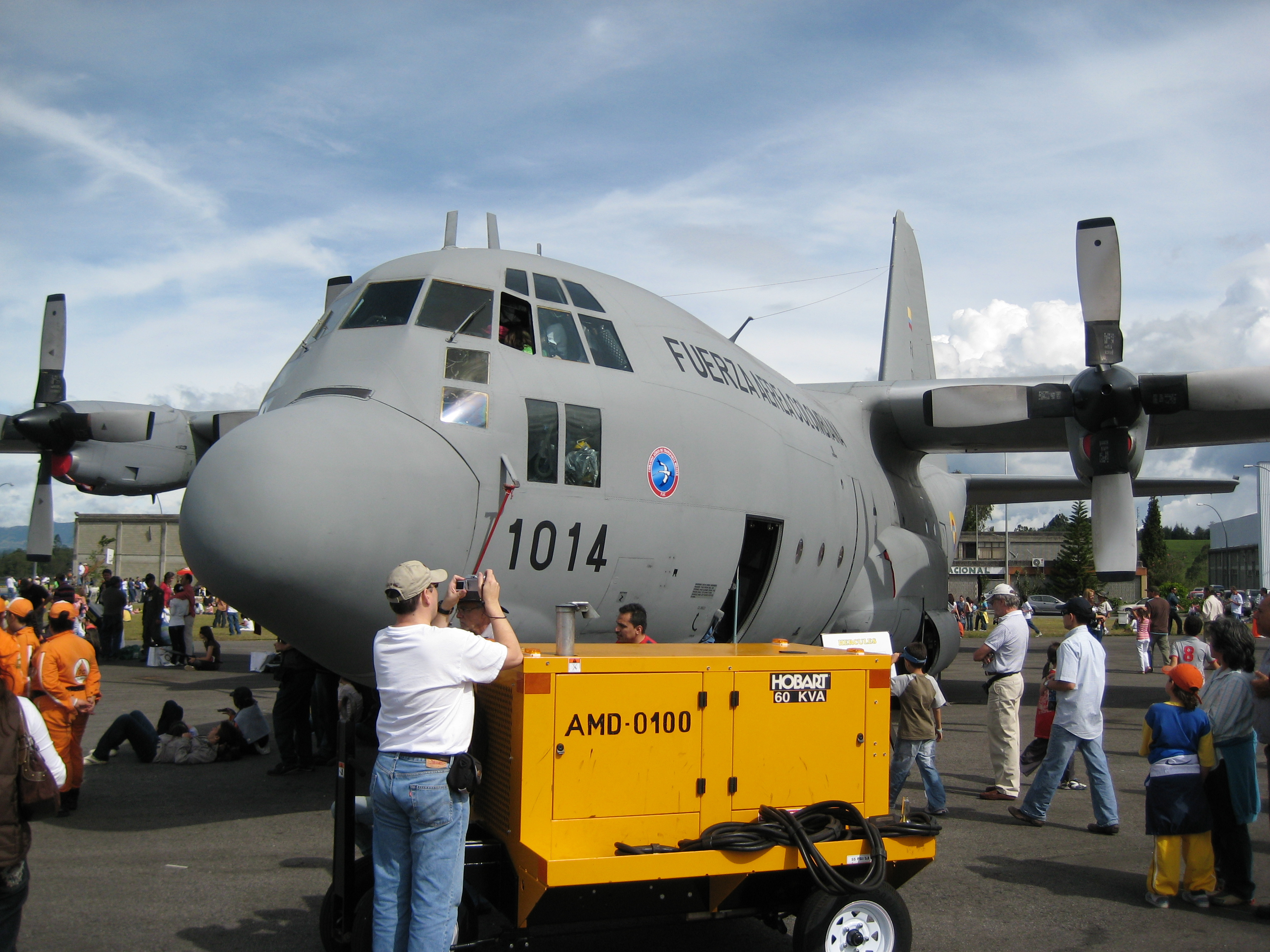
Lockheed C-130

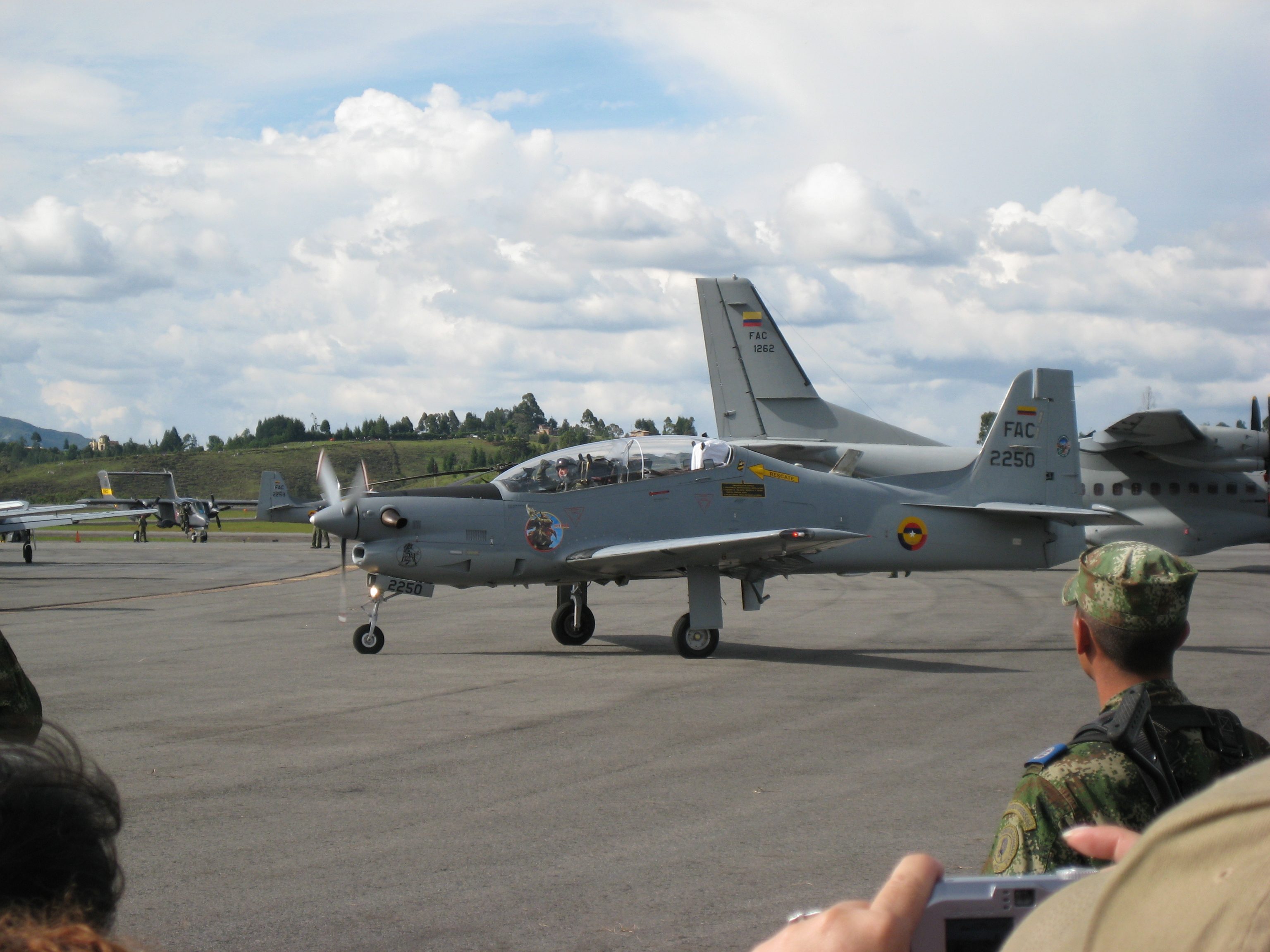
Embraer AT-27 Tucano

| Typ uzbrojenia                     | Producent         | Rodzaj                                | Wersja                      | W służbie | Uwagi                  |  |
| Samoloty myśliwskie                |                   |                                       |                             |           |                        |  |
| IAI Kfir                           | Izrael            | myśliwiec wielozadaniowy              | Kfir C.10 Kfir C.12         | 10 7      |                        |  |
| Samoloty szturmowe                 |                   |                                       |                             |           |                        |  |
| Cessna A-37 Dragonfly              | Stany Zjednoczone | samolot bliskiego wsparcia            | A-37B                       | 14        |                        |  |
| Embraer Super Tucano               | Brazylia          | samolot bliskiego wsparcia/treningowy | AT-29B                      | 24        | 1 utracono w 2012      |  |
| Powietrzne tankowce                |                   |                                       |                             |           |                        |  |
| Boeing 767                         | Stany Zjednoczone | latająca cysterna/transportowiec      | 767-2J6ER MMTT              | 1         | Przebudowany przez IAI |  |
| Specjalnego przeznczenia           |                   |                                       |                             |           |                        |  |
| Aero Commander                     | Stany Zjednoczone | patrolowy                             | Turbo Commander             | 1         |                        |  |
| Basler BT-67                       | Stany Zjednoczone | rozpoznanie zbrojne                   |                             | 6         |                        |  |
| Beechcraft King Air                | Stany Zjednoczone | elektroniczna walka                   | King Air 350                | 3         |                        |  |
| CASA CN-235                        | Hiszpania         | rekonesans                            |                             | 1         |                        |  |
| Cessna 208                         | Stany Zjednoczone | rekonesans                            |                             | 6         |                        |  |
| Cessna Citation                    | Stany Zjednoczone | patrol morski                         | Citation Ultra              | 5         |                        |  |
| Samoloty transportowe/rozpoznawcze |                   |                                       |                             |           |                        |  |
| Aero Commander                     | Stany Zjednoczone | transportowiec                        | Aero Commander 695          | 1         |                        |  |
| Beechcraft King Air                | Stany Zjednoczone | transportowiec zwiad                  | Super King Air 300 Model 90 | 1         |                        |  |
| Boeing 727                         | Stany Zjednoczone | VIP                                   |                             | 1         |                        |  |
| Boeing 737                         | Stany Zjednoczone | VIP                                   | 737-700 BBJ                 | 4         |                        |  |
| CASA C-212 Aviocar                 | Hiszpania         | transportowiec                        | C-212                       | 4         |                        |  |
| CASA C-295M                        | Hiszpania         | transportowiec                        |                             | 7         | [ 3 ]                  |  |
| Cessna 208 Caravan                 | Stany Zjednoczone | użytkowy                              | 208B                        | 10        | 1 utracono w 2012.     |  |
| Cessna 402                         | Stany Zjednoczone | transportowiec                        |                             | 1         |                        |  |
| Embraer Bandeirante                | Brazylia          | transportowy                          | EMB 110P1A                  | 2         |                        |  |
| Embraer Legacy 600                 | Brazylia          | VIP                                   | Legacy 600                  | 1         |                        |  |
| IAI Arava                          | Izrael            | transportowiec                        | Arava 201                   | 1         |                        |  |
| Lockheed C-130 Hercules            | Stany Zjednoczone | transportowiec                        | C-130B C-130H               | 4         |                        |  |
| Piper PA-31 Navajo                 | Stany Zjednoczone | transportowiec                        | PA-31T Cheyenne             | 1         |                        |  |
| Piper PA-34 Seneca                 | Stany Zjednoczone | VIP                                   |                             | 1         |                        |  |
| Samoloty szkolno-treningowe        |                   |                                       |                             |           |                        |  |
| Bell 206                           | Stany Zjednoczone | szkolny                               | TH-67A                      | 47        |                        |  |
| Beechcraft T-6 Texan II            | Stany Zjednoczone | szkolny                               | T-6C                        | 5         |                        |  |
| Cessna T-37 Tweet                  | Stany Zjednoczone | szkolny                               | T-37B Tweet T-37C Tweet     | 9 3 4     |                        |  |
| Embraer Tucano                     | Brazylia          | treningowy/wsparcia                   | AT-27                       | 14        |                        |  |
| IAI Kfir                           | Izrael            | treningowy/wsparcia                   | Kfir TC.12                  | 2         |                        |  |
| Śmigłowce                          |                   |                                       |                             |           |                        |  |
| Bell UH-1 Iroquois                 | Stany Zjednoczone | śmigłowiec użytkowy                   | Model 205 UH-1H/P           | 2 48      | 1 utracony w 2023.     |  |
| Bell 212                           | Stany Zjednoczone | śmigłowiec transportowy               |                             | 11        |                        |  |
| Bell 412                           | Stany Zjednoczone | śmigłowiec transportowy               | 412HP                       | 2         |                        |  |
| MD Helicopters MD 500              | Stany Zjednoczone | śmigłowiec bojowy                     | MD 530FF                    | 4         |                        |  |
| Sikorsky S-70                      | Stany Zjednoczone | transportowiec śmigłowiec bojowy      | UH-60L AH-60 Arpía          | 12 12     |                        |  |